# Lorkovitschia raja
Lorkovitschia raja är en skalbaggsart som beskrevs av Wallace 1868. Lorkovitschia raja ingår i släktet Lorkovitschia och familjen Cetoniidae. Inga underarter finns listade i Catalogue of Life.